# 西蓮寺 (東京都北区)
西蓮寺（さいれんじ）は、東京都北区志茂四丁目にある真言宗智山派の寺院。

## 歴史
当寺は、寺伝によれば鎌倉時代の弘安年間（1278年 - 1288年）に、淳慶阿闍梨という僧によって開創された。
本尊は阿弥陀如来坐像で、聖徳太子作の伝承を有するが、実際の制作は鎌倉時代初期とされている（北区指定有形文化財）。他に室町時代作の毘沙門天像などがある。
西蓮寺は志茂地域の代表的な寺院で、江戸時代には地域内に末寺3寺を擁していた（現在はいずれも廃寺）。現在では末寺の本尊も同寺で祀っている。
また、境内には11基の板碑（北区有形文化財）があるが、多くは鎌倉時代から室町時代にかけての作で、当時のこの地域の人々の信仰を示す貴重な史料である。
江戸時代には現在の東京都北区立岩淵小学校の前身となる寺子屋が当寺院内に開設されていた。
現在の本堂は、関東大震災後の1932年に再建され、1990年代に改修されたものである。その際に客殿、寺務所、庫裡等も新たに作られた。

## 主な施設
- 本堂
- 客殿
- 密厳堂（檀信徒会館）
- 福聚観音（別院、1995年再建[3]）
- 寂光堂（納骨堂）
- 鐘楼堂
- 境外庚申堂

## アクセス
- 東京メトロ南北線・志茂駅より徒歩10分
- 拝観は無料。日中の時間帯のみ受け付け。
- 駐車施設:あり（少数）

## 公式サイト
- 西蓮寺公式ホームページ - archive.today（2015年7月16日アーカイブ分）